# Ирендик
Ирендѝк (на руски: Ирендык) е планински хребет в централната част на Южен Урал, в близост до изворите на река Урал, в източната част на Република Башкортостан в Русия. Простира се от север на юг на протежение от 120 km. Обособен е в две отделни части: Северен Ирендик с дължина 15 km и ширина 3 – 4 km, простиращ се между най-горните течения на реките Урал на запад и Уй (ляв приток на Тобол) на изток с максимална височина връх Тура Таш 921 m (54°31′37″ с. ш. 59°34′40″ и. д. / 54.526944° с. ш. 59.577778° и. д. и Южен Ирендик с дължина около 90 km, простиращ се южно от долината на река голям Кизил (десен приток на Урал) с максимална височина връх Кузгунташ 987 m (53°06′32″ с. ш. 58°22′01″ и. д. / 53.108889° с. ш. 58.366944° и. д.. Изграден е от порфирити, диабази и варовици. Северната му част е заета от иглолистни гори, а южната – от типчаково-коилови степи. 

## Топографска карта
- Топографска карта N-40-Б; М 1:500 000[2]
- Топографска карта N-40-Г; М 1:500 000[3]